# 400

400(사백)은 399보다 크고 401보다 작은 자연수다.

## 수학
- 합성수로, 그 약수는 총 15개다. (1, 2, 4, 5, 8, 10, 16, 20, 25, 40, 50, 80, 100, 200, 400)
  - 400의 진약수의 합은 561이므로, 400은 과잉수다.
- 20번째 제곱수(202)다. 앞의 제곱수는 361, 다음은 441이다.
- 8번째 십육각수다. 앞의 십육각수는 301, 다음은 513이다.
- 자릿수 제곱합이 제곱수인 41번째 자연수다. 이 성질을 지닌 앞의 수는 366, 다음 수는 403이다. (OEIS의 수열 A175396)
  - {\displaystyle 4^{2}+0^{2}+0^{2}=16+0+0=16=4^{2}}
- {\displaystyle 400=12^{2}+16^{2}}
  - 연속하는 두 개의 {\displaystyle 4n}({\displaystyle n}은 자연수)의 제곱합으로 나타낼 수 있으며, 이 성질을 지닌 앞의 수는 208, 다음 수는 656이다.
- {\displaystyle 400=2^{7}\times 3+2^{4}}
- {\displaystyle 7^{4}-1}은 400으로 나누어떨어진다.

## 과학·기술
- 전문 사진용 ISO 필름 감도.
- 총알의 속도는 초속 400미터(400 m/s)다.
- NGC 400(영어판): 물고기자리 방향에 있는 항성.
- HTTP 400 (Bad Request→잘못된 요청): 요청이 잘못되었을 때 웹 서버가 보내는 HTTP 상태 코드.

## 교통
- 고속도로 및 국도
  - 수도권제2순환고속도로의 노선 번호.
  - 일본 400번 국도(일본어판): 이바라키현 미토시에서 후쿠시마현 야마군 니시아이즈정까지 이어지는 일본의 국도.
- 기타 도로
  - 현도 제400호선

## 군사
- U-400(영어판): 제2차 세계 대전에 사용된 나치 독일의 군용 잠수함.

## 문화유산
- 대한민국의 보물 제400호: 순천 선암사 승선교
- 대한민국의 사적 제400호: 충주 장미산성

## 스포츠
- 육상 경기 한 바퀴 트랙 길이. 400m, 400m 허들, 4×100m 계주 종목이 있다.

## 기타
- 연도: 400년, 기원전 400년
- 400년대
- 한국십진분류법에서 자연과학에 관한 책들이 분류되는 번호.
- 1년에 4번 시험을 보는 학교에서는 모든 시험의 성적의 합산 만점이 400점이다.

## 400번대의 다른 자연수

### 401~409
- 401 (사백일, CDI, 19116): 79번째 소수.
  - 22번째 슈퍼 소수, 13번째 테트라나치 수.
  - 피타고라스 삼조의 빗변의 길이. ({\displaystyle 401^{2}=40^{2}+399^{2}})
- 402 (사백이, CDII, 19216) = 2×3×67
  - 44번째 쐐기수.
- 403 (사백삼, CDIII, 19316) = 13×31
  - 127번째 반소수, 13번째 칠각수.
  - 자릿수 제곱합이 제곱수인 42번째 자연수.
- 404 (사백사, CDIV, 19416) = 22×101
  - 회문수.
- 405 (사백오, CDV, 19516) = 34×5
  - 9번째 오각뿔수.
  - 연속하는 세 자연수(4, 5, 6)의 세제곱합.
- 406 (사백육, CDVI, 19616) = 2×7×29
  - 45번째 쐐기수, 31번째 불가촉수, 28번째 삼각수.
- 407 (사백칠, CDVII, 19716) = 11×37
  - 128번째 반소수.
  - 각 자릿수의 세제곱합.
- 408 (사백팔, CDVIII, 19816) = 23×3×17
  - 32번째 불가촉수, 12번째 팔각수.
- 409 (사백구, CDIX, 19916): 80번째 소수.
  - 17번째 중심있는 삼각수.
  - 피타고라스 삼조의 빗변의 길이. ({\displaystyle 409^{2}=120^{2}+391^{2}})

### 410~419
- 410 (사백십, CDX, 19A16) = 2×5×41
  - 46번째 쐐기수.
  - 3번째 섹시 소수쌍(11, 17)의 제곱합.
- 411 (사백십일, CDXI, 19B16) = 3×137
  - 129번째 반소수.
- 412 (사백십이, CDXII, 19C16) = 22×103
- 413 (사백십삼, CDXIII, 19D16) = 7×59
  - 130번째 반소수.
- 414 (사백십사, CDXIV, 19E16) = 2×32×23
  - 회문수.
- 415 (사백십오, CDXV, 19F16) = 5×83
  - 131번째 반소수, 10번째 십일각수.
  - 7부터 11까지 연속하는 자연수 5개의 제곱합.
- 416 (사백십육, CDXVI, 1A016) = 25×13
- 417 (사백십칠, CDXVII, 1A116) = 3×139
  - 132번째 반소수.
- 418 (사백십팔, CDXVIII, 1A216) = 2×11×19
  - 47번째 쐐기수.
  - 자릿수 제곱합이 제곱수인 43번째 자연수.
- 419 (사백십구, CDXIX, 1A316): 81번째 소수.
  - 22번째 소피 제르맹 소수(↔ 839).
  - 서로 다른 세 소수(3, 7, 19)의 제곱합으로 나타낼 수 있는 5번째 소수.

### 420~429
- 420 (사백이십, CDXX, 1A416) = 22×3×5×7
  - 7 이하의 모든 자연수의 최소공배수.
  - 연속하는 두 자연수(20, 21)의 곱.
- 421 (사백이십일, CDXXI, 1A516): 82번째 소수.
  - 15번째 중심있는 사각수.
  - 피타고라스 삼조의 빗변의 길이. ({\displaystyle 421^{2}=29^{2}+420^{2}})
- 422 (사백이십이, CDXXII, 1A616) = 2×211
  - 133번째 반소수.
- 423 (사백이십삼, CDXXIII, 1A716) = 32×47
  - {\displaystyle 423\approx 10^{3}(\pi -e)} (OEIS의 수열 A073244)
- 424 (사백이십사, CDXXIV, 1A816) = 23×53
  - 회문수.
  - 자릿수 제곱합이 제곱수인 44번째 자연수.
- 425 (사백이십오, CDXXV, 1A916) = 52×17
  - 17번째 오각수.
  - 피타고라스 삼조의 빗변의 길이. ({\displaystyle 425^{2}=87^{2}+416^{2}=297^{2}+304^{2}})
- 426 (사백이십육, CDXXVI, 1AA16) = 2×3×71
  - 48번째 쐐기수, 33번째 불가촉수, 6번째 삼십각수.
- 427 (사백이십칠, CDXXVII, 1AB16) = 7×61
  - 134번째 반소수.
- 428 (사백이십팔, CDXXVIII, 1AC16) = 22×107
- 429 (사백이십구, CDXXIX, 1AD16) = 3×11×13
  - 49번째 쐐기수, 7번째 카탈랑 수.

### 430~439
- 430 (사백삼십, CDXXX, 1AE16) = 2×5×43
  - 50번째 쐐기수, 34번째 불가촉수.
  - 자릿수 제곱합이 제곱수인 45번째 자연수.
- 431 (사백삼십일, CDXXXI, 1AF16): 83번째 소수.
  - 23번째 슈퍼 소수, 23번째 소피 제르맹 소수(↔ 863).
- 432 (사백삼십이, CDXXXII, 1B016) = 24×33
  - 6번째 아킬레스 수.
  - 3부터 6까지 연속하는 네 자연수의 세제곱합.
- 433 (사백삼십삼, CDXXXIII, 1B116): 84번째 소수.
  - 피타고라스 삼조의 빗변의 길이. ({\displaystyle 433^{2}=145^{2}+408^{2}})
- 434 (사백삼십사, CDXXXIV, 1B216) = 2×7×31
  - 회문수, 51번째 쐐기수.
  - 연속하는 세 자연수(11, 12, 13)의 제곱합.
- 435 (사백삼십오, CDXXXV, 1B316) = 3×5×29
  - 52번째 쐐기수, 29번째 삼각수.
- 436 (사백삼십육, CDXXXVI, 1B416) = 22×109
- 437 (사백삼십칠, CDXXXVII, 1B516) = 19×23
  - 135번째 반소수, 연속하는 두 소수의 곱.
- 438 (사백삼십팔, CDXXXVIII, 1B616) = 2×3×73
  - 53번째 쐐기수.
- 439 (사백삼십구, CDXXXIX, 1B716): 85번째 소수.

### 440~449
- 440 (사백사십, CDXL, 1B816) = 23×5×11
  - 59 이하의 모든 소수의 합.
  - 연속하는 두 짝수(20, 22)의 곱.
  - 연속하는 세 짝수(10, 12, 14)의 제곱합.
  - 2부터 6까지 연속하는 자연수 5개의 세제곱합.
- 441 (사백사십일, CDXLI, 1B916) = 32×72 = 212
- 442 (사백사십이, CDXLII, 1BA16) = 2×13×17
  - 54번째 쐐기수.
  - 자릿수 제곱합이 제곱수인 46번째 자연수.
- 443 (사백사십삼, CDXLIII, 1BB16): 86번째 소수.
  - 24번째 소피 제르맹 소수(↔ 887).
- 444 (사백사십사, CDXLIV, 1BC16) = 22×3×37
  - 회문수.
- 445 (사백사십오, CDXLV, 1BD16) = 5×89
  - 136번째 반소수.
  - 피타고라스 삼조의 빗변의 길이. ({\displaystyle 445^{2}=84^{2}+437^{2}=203^{2}+396^{2}})
  - 5부터 13까지 연속하는 홀수 5개의 제곱합.
- 446 (사백사십육, CDXLVI, 1BE16) = 2×223
  - 137번째 반소수.
  - 9부터 12까지 연속하는 네 자연수의 제곱합.
- 447 (사백사십칠, CDXLVII, 1BF16) = 3×149
  - 138번째 반소수.
  - 자릿수 제곱합이 제곱수인 47번째 자연수.
- 448 (사백사십팔, CDXLVIII, 1C016) = 26×7
  - 35번째 불가촉수.
- 449 (사백사십구, CDXLIX, 1C116): 87번째 소수.
  - 12번째 프로트 소수({\displaystyle 7\times 2^{6}+1}).
  - 피타고라스 삼조의 빗변의 길이. ({\displaystyle 449^{2}=280^{2}+351^{2}})

### 450~459
- 450 (사백오십, CDL, 1C216) = 2×32×52
  - {\displaystyle 450=9^{2}+12^{2}+15^{2}}
- 451 (사백오십일, CDLI, 1C316) = 11×41
  - 139번째 반소수, 11번째 십각수.
  - 6부터 11까지 연속하는 자연수 6개의 제곱합.
- 452 (사백오십이, CDLII, 1C416) = 22×113
  - 연속하는 두 짝수(14, 16)의 제곱합.
- 453 (사백오십삼, CDLIII, 1C516) = 3×151
  - 140번째 반소수.
- 454 (사백오십사, CDLIV, 1C616) = 2×227
  - 회문수, 141번째 반소수.
- 455 (사백오십오, CDLV, 1C716) = 5×7×13
  - 55번째 쐐기수, 13번째 사면체수.
- 456 (사백오십육, CDLVI, 1C816) = 23×3×19
  - 8번째 십팔각수, 14번째 중심있는 오각수, 6번째 이십면체수, 8번째 칠각뿔수.
- 457 (사백오십칠, CDLVII, 1C916): 88번째 소수.
  - 피타고라스 삼조의 빗변의 길이. ({\displaystyle 457^{2}=168^{2}+425^{2}})
- 458 (사백오십팔, CDLVIII, 1CA16) = 2×229
  - 142번째 반소수.
  - {\displaystyle 458=13^{2}+17^{2}}
    - 3번째 사촌 소수쌍의 제곱합.
    - 서로 다른 두 소수의 제곱합으로 나타낼 수 있는 12번째 반소수.
- 459 (사백오십구, CDLIX, 1CB16) = 33×17

### 460~469
- 460 (사백육십, CDLX, 1CC16) = 22×5×23
  - 18번째 중심있는 삼각수.
- 461 (사백육십일, CDLXI, 1CD16): 89번째 소수.
  - 24번째 슈퍼 소수.
  - 피타고라스 삼조의 빗변의 길이. ({\displaystyle 461^{2}=261^{2}+380^{2}})
  - 연속하는 두 개의 중심있는 삼각수(10, 19)의 제곱합.
- 462 (사백육십이, CDLXII, 1CE16) = 2×3×7×11
  - 연속하는 두 자연수(21, 22)의 곱.
- 463 (사백육십삼, CDLXIII, 1CF16): 90번째 소수.
  - 12번째 중심있는 칠각수.
- 464 (사백육십사, CDLXIV, 1D016) = 24×29
  - 회문수, 14번째 펜타나치 수.
- 465 (사백육십오, CDLXV, 1D116) = 3×5×31
  - 56번째 쐐기수, 30번째 삼각수.
- 466 (사백육십육, CDLXVI, 1D216) = 2×233
  - 143번째 반소수.
- 467 (사백육십칠, CDLXVII, 1D316): 91번째 소수.
  - 16번째 안전 소수(↔ 233).
  - 서로 다른 세 소수(3, 13, 17)의 제곱합으로 나타낼 수 있는 6번째 소수.
- 468 (사백육십팔, CDLXVIII, 1D416) = 22×32×13
  - 연속하는 두 홀수 및 소수(5, 7)의 세제곱합.
- 469 (사백육십구, CDLXIX, 1D516) = 7×67
  - 144번째 반소수, 14번째 칠각수, 7번째 이십사각수, 13번째 중심있는 육각수.

### 470~479
- 470 (사백칠십, CDLXX, 1D616) = 2×5×47
  - 57번째 쐐기수, 14번째 케이크 수.
- 471 (사백칠십일, CDLXXI, 1D716) = 3×157
  - 145번째 반소수.
- 472 (사백칠십이, CDLXXII, 1D816) = 23×59
  - 36번째 불가촉수.
- 473 (사백칠십삼, CDLXXIII, 1D916) = 11×43
  - 146번째 반소수.
- 474 (사백칠십사, CDLXXIV, 1DA16) = 2×3×79
  - 회문수, 58번째 쐐기수, 37번째 불가촉수.
  - 자릿수 제곱합이 제곱수인 48번째 자연수.
- 475 (사백칠십오, CDLXXV, 1DB16) = 52×19
- 476 (사백칠십육, CDLXXVI, 1DC16) = 22×7×17
  - 5부터 11까지 연속하는 자연수 7개의 제곱합.
- 477 (사백칠십칠, CDLXXVII, 1DD16) = 32×53
  - 18번째 오각수, 9번째 십오각수.
- 478 (사백칠십팔, CDLXXVIII, 1DE16) = 2×239
  - 147번째 반소수.
- 479 (사백칠십구, CDLXXIX, 1DF16): 92번째 소수.
  - 17번째 안전 소수(↔ 239).

### 480~489
- 480 (사백팔십, CDLXXX, 1E016) = 25×3×5
- 481 (사백팔십일, CDLXXXI, 1E116) = 13×37
  - 148번째 반소수, 13번째 팔각수, 16번째 중심있는 사각수.
  - 자릿수 제곱합이 제곱수인 49번째 자연수.
  - 피타고라스 삼조의 빗변의 길이. ({\displaystyle 481^{2}=31^{2}+480^{2}=319^{2}+360^{2}})
- 482 (사백팔십이, CDLXXXII, 1E216) = 2×241
  - 149번째 반소수, 서로 다른 두 소수(11, 19)의 제곱합으로 나타낼 수 있는 13번째 반소수.
- 483 (사백팔십삼, CDLXXXIII, 1E316) = 3×7×23
  - 59번째 쐐기수.
- 484 (사백팔십사, CDLXXXIV, 1E416) = 22×112 = 222
  - 회문수.
- 485 (사백팔십오, CDLXXXV, 1E516) = 5×97
  - 150번째 반소수.
  - 피타고라스 삼조의 빗변의 길이. ({\displaystyle 485^{2}=44^{2}+483^{2}=93^{2}+476^{2}})
- 486 (사백팔십육, CDLXXXVI, 1E616) = 2×35
- 487 (사백팔십칠, CDLXXXVII, 1E716): 93번째 소수.
- 488 (사백팔십팔, CDLXXXVIII, 1E816) = 23×61
  - 자릿수 제곱합이 제곱수인 50번째 자연수.
- 489 (사백팔십구, CDLXXXIX, 1E916) = 3×163
  - 151번째 반소수, 9번째 팔면체수.

### 490~499
- 490 (사백구십, CDXC, 1EA16) = 2×5×72
  - 7번째 이십오각수.
- 491 (사백구십일, CDXCI, 1EB16): 94번째 소수.
  - 25번째 소피 제르맹 소수(↔ 983).
  - 서로 다른 세 소수(3, 11, 19)의 제곱합으로 나타낼 수 있는 7번째 소수.
- 492 (사백구십이, CDXCII, 1EC16) = 22×3×41
  - 15번째 헥사나치 수.
  - 4부터 11까지 연속하는 자연수 8개의 제곱합.
- 493 (사백구십삼, CDXCIII, 1ED16) = 17×29
  - 152번째 반소수.
  - 피타고라스 삼조의 빗변의 길이. ({\displaystyle 493^{2}=132^{2}+475^{2}=155^{2}+468^{2}})
- 494 (사백구십사, CDXCIV, 1EE16) = 2×13×19
  - 회문수, 60번째 쐐기수.
- 495 (사백구십오, CDXCV, 1EF16) = 32×5×11
  - 9번째 오포체수, 3자리의 ‘카프리카의 불변수’.
- 496 (사백구십육, CDXCVI, 1F016) = 24×31
  - 31번째 삼각수.
- 497 (사백구십칠, CDXCVII, 1F116) = 7×71
  - 153번째 반소수.
- 498 (사백구십팔, CDXCVIII, 1F216) = 2×3×83
  - 61번째 쐐기수, 38번째 불가촉수.
- 499 (사백구십구, CDXCIX, 1F316): 95번째 소수.